# En busca del tiempo perdido
En busca del tiempo perdido o —de acuerdo con otras traducciones— A la búsqueda del tiempo perdido o A la busca del tiempo perdido (À la recherche du temps perdu, en francés) es una novela de Marcel Proust, escrita entre 1908 y 1922 que consta de siete partes publicadas entre 1913 y 1927, de las que las tres últimas son póstumas. Es ampliamente considerada una de las cumbres de la literatura francesa y universal. La novela también obtuvo el récord guiness para "Novela mas larga".
Más que del relato de una serie determinada de acontecimientos, la obra se mete en la memoria del narrador: sus recuerdos y los vínculos que crean. De ahí que el título no sea El tiempo perdido (como era El paraíso perdido de John Milton), sino En busca del tiempo perdido.
Las siete partes son:
- Por el camino de Swann (en francés: Du côté de chez Swann; editado por la editorial Grasset en 1913, a cuenta del propio autor, y luego en una versión modificada en la editorial Gallimard en 1919).[3] También ha sido traducido al español como Por la parte de Swann.[1]
- A la sombra de las muchachas en flor (en francés: À l'ombre des jeunes filles en fleurs, 1919, editorial Gallimard; premiado con el Goncourt ese mismo año)
- El mundo de Guermantes (en francés: Le Côté de Guermantes; en dos tomos, editorial Gallimard, 1921–1922)
- Sodoma y Gomorra (en francés: Sodome et Gomorrhe I et II; en dos tomos, editorial Gallimard, 1922–1923)
- La prisionera (en francés: La prisonnière, 1925)
- Albertine desaparecida (en francés: Albertine disparue, 1925, también llamada La fugitiva, en francés: La fugitive)
- El tiempo recobrado (en francés: Le temps retrouvé, 1927).

## Sinopsis
El narrador, joven hipersensible perteneciente a una familia burguesa de París de principios del siglo XX, quiere ser escritor. Sin embargo, las tentaciones mundanas le desvían de su primer objetivo; atraído por el brillo de la aristocracia o de los lugares de veraneo de moda (como Balbec, ciudad imaginaria de la costa normanda), crece a la vez que descubre el mundo, el amor, y la existencia de la homosexualidad. La enfermedad y la guerra, que le apartarán del mundo, también propiciarán que tome conciencia de la extrema vanidad de las tentaciones mundanas y de su aptitud para llegar a ser escritor y ser capaz de fijar el tiempo perdido.
El primer volumen empieza con pensamientos del narrador acerca de su dificultad para conciliar el sueño («Mucho tiempo llevo acostándome temprano»). En esta primera parte se encuentra el famoso fragmento en el que revive literalmente un episodio de su infancia, mientras toma una magdalena mojada en el té. Estas líneas se han convertido quizá en las más conocidas de Proust y reflejan el tratamiento que hace Proust de la memoria involuntaria a lo largo de toda su obra.
Un amor de Swann, la segunda parte de Por el camino de Swann, se publica con frecuencia separado. Esta obra cuenta las peripecias sentimentales de Charles Swann con Odette de Crécy, y al tratarse de una historia independiente y relativamente corta, se considera que puede ser una buena introducción a la obra y es estudiada a menudo en los centros educativos franceses.
Para una descripción más detallada de la trama, puede leerse el ensayo «Cómo llegó a ser escritor el pequeño Marcel», de Gérard Genette (en Figuras), o «Proust y los nombres», de Roland Barthes (en 'El grado cero de la escritura: seguido de nueve ensayos críticos').

## La biografía de Proust como clave para entender la novela
Conviene conocer las relaciones que Proust mantuvo con los distintos miembros de su familia. Así, las figuras femeninas de su vida (la madre; la abuela; la tía; la amiga de juegos infantiles; la sirvienta, las amigas-protectoras de tertulia; la amante que en realidad es una figura masculina; hombres homosexuales; Madame de Sévigné y sus cartas) son elementos centrales en la novela. Con estas figuras Proust mantuvo una relación especialmente estrecha durante su vida. Se puede decir que En busca... es una gran novela de personajes femeninos. La figura de su padre apenas aparece ficcionalizada en la novela. El padre del protagonista es un personaje que se cita de pasada pero que no se analiza ni se le presta atención ni ejerce una influencia mencionable. A partir de La prisonnière desaparece prácticamente de la narración y no sabemos nada de él. Es sabido que Proust mantuvo una relación difícil y distante con su padre. El padre del narrador es un personaje ausente, distante, poco decisivo en la vida del narrador y en los acontecimientos de la narración.

## Elementos de reflexión
La empresa de Proust es paradójica: el narrador proustiano (y no el escritor) al estudiar los detalles más nimios en un medio muy específico (la alta burguesía y la aristocracia francesa de principios del siglo XX) afirma haber alcanzado lo universal. Sin embargo, la filosofía y la estética de la obra de Proust tienen amplios referentes en su época:
- La filosofía de Henri Bergson.
- El impresionismo.
- La música de Claude Debussy.
- El caso Dreyfus.

## Temas
La riqueza de esta novela se basa también en la diversidad de temas que interesan a Proust, y que son tratados de un modo más o menos exhaustivo: 
- El tiempo y sus efectos en la psique de las personas: edad, enfermedad, amor, muerte.
- Las relaciones sociales, las relaciones entre las diferentes clases sociales.
- La homosexualidad, tanto masculina como femenina.
- La novela, el teatro, la música, la poesía, la arquitectura religiosa.
- La lengua francesa, el lenguaje, la descripción del lenguaje según la clase social, los topónimos.
- La amistad, la enemistad, la traición, el engaño, la disimulación.
- La vida de la alta sociedad, los diálogos.
- La Historia de Francia, las familias de la nobleza, los personajes históricos franceses.
- La política, la guerra, la táctica militar, las relaciones internacionales.

## El estilo de Proust
Su estilo es muy especial y se compone de frases muy largas. Sus contemporáneos aseguran que de hecho, se trataba prácticamente del modo en el que el autor hablaba, lo cual es destacable si se tiene en cuenta que Proust era asmático. La redacción de sus extensas frases recuerdan el ritmo lento de la respiración del asmático. Se cuenta, además, cómo solía hacer innumerables adiciones a los textos en las galeradas previas a la edición final, hasta agregar folios e incluso tomos completamente nuevos. Este ritmo, podría decirse «ahogado», que alarga sus frases, sumado al ímpetu frenético de su escritura, se pueden entender más claramente a partir de ciertas observaciones: algunos de sus amigos y conocidos más cercanos sospechaban en Proust los rasgos del hipocondríaco. Según se sabe, el escritor vivía bajo la firme convicción de una muerte temprana y una constante mala salud. Cuando empieza a redactar En busca del tiempo perdido ha pasado poco más de un año de la muerte de su madre y su asma parece haber empeorado, tiene casi cuarenta años y no ha escrito ningún texto narrativo especialmente significativo, a excepción de Los placeres y los días, en el que se recopilan diversos relatos cortos, y Jean Santeuil, una novela inédita que solo se publicará de forma póstuma; libros en los que se exploran algunos de los temas que se desarrollarán luego con mayor madurez literaria en En busca del tiempo perdido, como lo son la evocación sensorial, el recuerdo, las sexualidades tabú o la profanación de la madre. Al abordar la lectura de su extensa novela se puede identificar la constante presencia de la muerte como el agente provocador de la redacción febril y la frase intrincada que estimula el ejercicio de la escritura al precio de amenazar constantemente su continuidad.
Un elemento importante para considerar el estilo artístico de Proust es conocer su propia formación intelectual. Proust estudió y terminó en primer lugar Derecho, siguiendo la recomendación, directriz o imposición paterna. Solo después estudia su Licence ès Lettres, para desilusión del padre. Por ello, la frase de Proust recuerda mucho a la frase legal, repleta de matizaciones y subapartados y excepciones. Su frase es compleja, larga y matizada, como la frase legal, pero estética y bella. Este estilo caracolado, barroco, repleto de comparaciones y metáforas, resulta difícil de abordar para no pocas personas de lengua materna francesa. Es habitual encontrarse con frases que ocupan media página y más. Estamos frente a una creación de un artista sumamente refinado y culto que, no solamente vierte su gran complejidad psicológica en la narración, sino que también no duda impregnarla con su vasta cultura y en salpicarla con numerosas citas y alusiones a otras obras, lugares y personajes históricos (ficcionalizados o no). 
La frase proustiana es también de una gran belleza poética. Su magistral uso de la digresión y su representación de los diálogos (de una gran sutileza psicológica y descriptiva) hace que el ritmo de la lectura de la novela sea ameno y variado, a pesar de la complejidad y densidad de su frase descriptiva. 
Este particular ejercicio creador se nutrirá también en la voluntad del autor de abarcar la realidad en todas sus posibles percepciones, en todas las facetas del prisma de los diferentes participantes, y agregándoles además su gran extensión en la dimensión del tiempo y sus efectos sobre la identidad, la sociedad y las relaciones. Esto, si bien constituye una obra singular que parece aún hoy resistirse a ser incluida fácilmente en la homogeneidad de un «ismo» o de una tendencia literaria más amplia, concuerda con las preocupaciones de los impresionistas: la realidad sólo tiene sentido a través de la percepción, real o imaginaria, del sujeto. En nuestros días, se han reconocido las notables proximidades entre Proust y el impresionismo, y él mismo confiesa las similitudes entre su proyecto estético y esta tendencia particular de la pintura cuando, en el tomo de A la sombra de las muchachas en flor, articula un personaje que es pintor y se guía por principios de creación parecidos, que le permiten agregar algo nuevo a una imagen cotidiana al permearla de su individualidad como creador. 
El prisma no es sólo el de los distintos actores, es también el del autor, que se encuentra con el tiempo que pasa desde distintos ángulos: el punto de vista del presente, el punto de vista del pasado, el punto de vista del pasado tal y como lo revivimos en el presente. Pero no son los aspectos psicológicos e introspectivos los únicos que aparecen en la obra. Los aspectos sociológicos —Walter Benjamin se refiere agudamente a esta capacidad para retratar de Proust como una «fisiología del chisme»— están presentes en muchos sitios (oposición entre el mundo aristocrático de la duquesa de Guermantes y el mundo de la burguesa arribista de Madame Verdurin, el mundo de los criados representado por Françoise, las controversias políticas de la época aparecen a través de la polémica que generó el caso Dreyfus, la sexualidad singular del «invertido», que es el modo en que el narrador prefiere referirse al homosexual varón). Esta complejidad, que aquí apenas abarcamos, nos sitúa el ciclo de En busca del tiempo perdido entre las «novelas mundo», como puedan serlo la Comedia humana de Honoré de Balzac o los Rougon-Macquart de Émile Zola.

## Personajes principales
- El narrador.
- Su madre y su abuela.
- Albertine Simonet: personaje inspirado en Alfred Agostinelli, quien en 1913 pidió trabajo a Marcel Proust. Este le dio el cargo de secretario y ayudante.

## Otros personajes importantes
- Swan, Odette de Crécy y Gilberte.
- Robert de Saint-Loup (amigo del narrador).
- Bloch (amigo del narrador).
- El barón M. de Charlus y su amante, Morel.
- La duquesa y el duque de Guermantes.
- Mme. Verdurin, la tertuliana dominante.
- M. Brichot, el erudito.
- M. Norpois, el diplomático.

## Traducciones al español

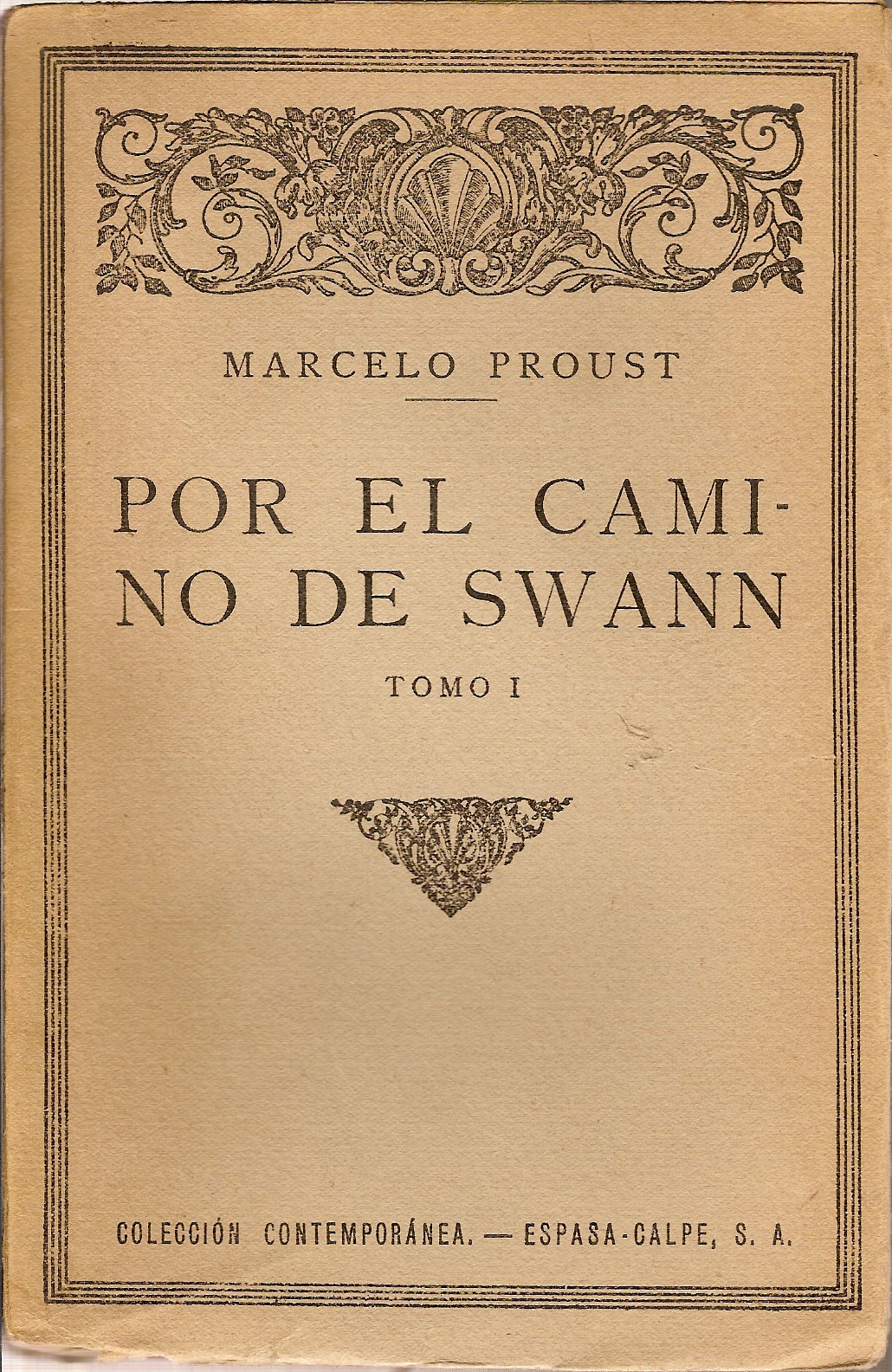
Portada del primer volumen de Por el camino de Swann (Espasa-Calpe, 1920).

El poeta Pedro Salinas inició en 1920, junto con José María Quiroga Plá, la traducción de la obra, de la que llegó a completar tres volúmenes (1920, 1922, 1931). Los restantes cuatro libros fueron traducidos por Marcelo Menasché para la edición argentina de Santiago Rueda (1947); por Fernando Gutiérrez para la edición española de José Janés (1952), y por Consuelo Berges para la edición, también española, de Alianza Editorial (publicados en 1967, 1968, 1968 y 1969 respectivamente). 
En la década de 1990 se iniciaron dos nuevas traducciones: de Mauro Armiño, para la Editorial Valdemar, y de Carlos Manzano, para la editorial Lumen.
Otra traducción fue realizada por Estela Canto, para la editorial Losada.
Ya en 2022 se presentó una edición "anotada y puesta al día" en siete tomos en El paseo editorial, nuevamente a cargo de Mauro Armiño.
A finales de 2024, llegó una nueva versión en español de En busca del tiempo perdido, por Mercedes López-Ballesteros, nieta del también célebre traductor de las Obras completas de Sigmund Freud Luis López Ballesteros y de Torres, en la editorial Alfaguara.

## Una famosa magdalena
Uno de los fragmentos más conocidos y nombrados de En busca del tiempo perdido tiene lugar en la primera de las obras, Por el camino de Swann, cuando el narrador rememora recuerdos de su infancia al comer una magdalena con una taza de té, ya que asocia el sabor, la textura y el aroma de la magdalena con ese mismo estímulo vivido años atrás, en la niñez, en los viajes que hacía con sus padres a la casa de la tía Leoncia. Con ello, una vulgar magdalena se ha convertido en el símbolo proustiano del poder evocador de los sentidos. Durante los siguientes seis tomos, el protagonista proustiano se encontrará una y otra vez con esta especie de epifanía sensorial y mnemónica que le llevará a lugares de su memoria que estarán vedados a la simple rememoración sistemática.
Esta experiencia del «tiempo puro», como la llama Maurice Blanchot, configurará la estructura de la novela hasta su tomo final de El tiempo recobrado, cuando la misma experiencia de evocación de la magdalena se repita en otras formas y a partir de otros estímulos, y lleve al narrador y a los lectores al mismo instante de gestación que ha dado inicio a toda la saga.
El «tiempo puro» de la narración ficcional, mezclado en una compleja ecuación narrativa con el «tiempo destructor» de un Marcel Proust que agoniza y escribe perseguido por la certeza de su mortalidad, hacen que la experiencia puramente estética y sensorial de la magdalena adquiera una densidad llena de referentes reales atravesados por la experiencia profundamente humana del tiempo y su poder deletéreo sobre los hombres, del mismo modo en que el arte da en rescatar y purificar la belleza de la vida cotidiana, pero necesita de esta misma cotidianidad para cubrirse de sentido. En el evento de la magdalena y el té, Proust logra resumir las íntimas contrariedades del objeto estético en su relación con la vida, la muerte y la memoria.